# Dawnay Day
Dawnay Day este o companie de investiții și servicii financiare din Marea Britanie.
Compania activează de peste 20 de ani în domeniul investițiilor imobiliare private pe piața proprietăților din Europa Centrală și de Est.
Compania este listată pe piața investițiilor alternative (AIM Market - alternative investments market) la bursa din Londra, din iulie 2005.
În septembrie 2006, compania deținea centre comerciale în valoare totală 344 de milioane de euro în Polonia, Cehia, Ungaria și Lituania.

## Dawnay Day în România
În anul 2006, compania a achiziționat centrul comercial Macro Mall Brașov pentru suma de 19 milioane de euro.
Compania intenționează să construiască centre comerciale în Arad, Cluj, Baia Mare și Satu Mare sub numele de Atrium Centers.